# Турухтанные острова
Турухта́нные острова́ — утраченные острова в Финском заливе на территории Санкт-Петербурга. Располагались в нижнем течении реки Екатерингофки.
От названия островов произошло наименование местности Турухтанные Острова, употребляющееся ныне как наименование исторического района, расположенного между дорогой в Угольную Гавань, проспектом Маршала Жукова, Кронштадтской улицей, Корабельной улицей и акваторией Большого порта Санкт-Петербург. Существуют топонимы дорога на Турухтанные острова, Турухтанный проезд. Также существуют Малая и Большая Турухтанные гавани.

## История

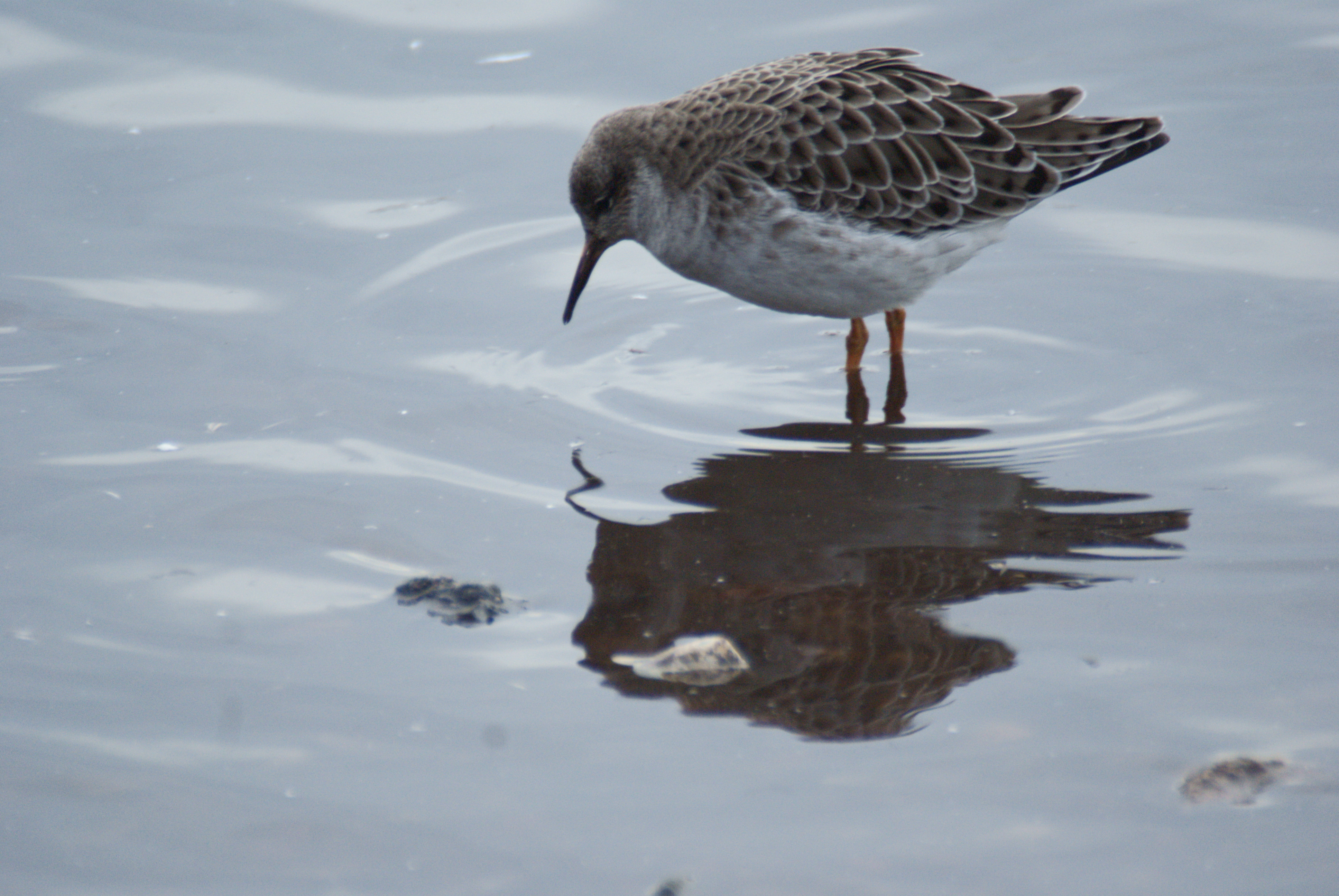
Турухтан добывает корм на мелководье

Название Турухтанные острова возникло в XVIII веке. В те годы остров назывался Трухманным. Происходит от искажённой формы слова «крахмал» (по схеме «крахмал» — «крухтмал» — «трухман» — «трухтан») под влиянием слова «турухтан» (разновидность кулика). Поблизости с 1720 года располагалась фабрика по производству крахмала и пудры.  Однако, согласно Большой топонимической энциклопедии Санкт-Петербурга, название происходит, вероятно, от фамилии владельца острова — Трухмана.
В 1910-е годы острова были соединены с материком.

## Иллюстрация
Турухтанные острова на карте Кировского района: